# Плазмохимия
Плазмохимия — раздел физической химии, изучает химические и физико-химические процессы в низкотемпературной плазме.
Низкотемпературной принято считать плазму с температурой 103—105 °C и степенью ионизации 10−6—10−1, получаемую в электродуговых, высокочастотных и СВЧ газовых разрядах, в ударных трубах, установках адиабатического сжатия и другими способами. В плазмохимии важно разделение низкотемпературной плазмы на квазиравновесную, которая существует при давлениях порядка атмосферного и выше, и неравновесную, которая получается при давлениях менее 30 кПа и в которой температура свободных электронов значительно превышает температуру молекул и ионов. Это разделение связано с тем, что кинетические закономерности квазиравновесных процессов определяются только высокой температурой взаимодействующих частиц, тогда как специфика неравновесных процессов обусловлена большим вкладом химических реакций, инициируемых «горячими» электронами.
Примером плазмохимической технологии служат: синтез ацетилена из природного газа (электродуговая печь, 1600 °C): 2CH4 → С2Н2 + 3H2.